# Muscolo piccolo romboide
Il muscolo piccolo romboide è un muscolo estrinseco del dorso, appartenente al gruppo dei muscoli spinoappendicolari. È sito superiormente al muscolo grande romboide, dal quale è separato da un interstizio, sebbene i margini adiacenti dei due muscoli possano essere occasionalmente uniti; assieme al muscolo grande romboide, è superficialmente ricoperto dal muscolo trapezio, che si sovrappone anche ai muscoli dentato posterosuperiore, erector spinae, intercostali e alle coste.

## Origine e inserzione
Origina dai processi spinosi della settima vertebra cervicale (C7) e della prima vertebra toracica (T1), nonché dal legamento nucale, e si inserisce al margine mediale della scapola.

## Azione
Assieme al muscolo grande romboide, suo agonista, solleva la scapola, avvicinandola al contempo alla colonna vertebrale. Agendo assieme al muscolo gran dentato, suo antagonista, stabilizza la cosiddetta articolazione scapolotoracica, spingendo il margine mediale della scapola contro il torace.

## Innervazione
Il muscolo piccolo romboide è innervato, assieme al muscolo grande romboide, dai nervi laterali del plesso cervicale e dal nervo dorsale della scapola (C4-C5), ramo posteriore del plesso brachiale. Complessivamente, l'innervazione fa capo ai neuromeri C3-C7.

## Galleria d'immagini

Posizione del muscolo piccolo romboide (in rosso)
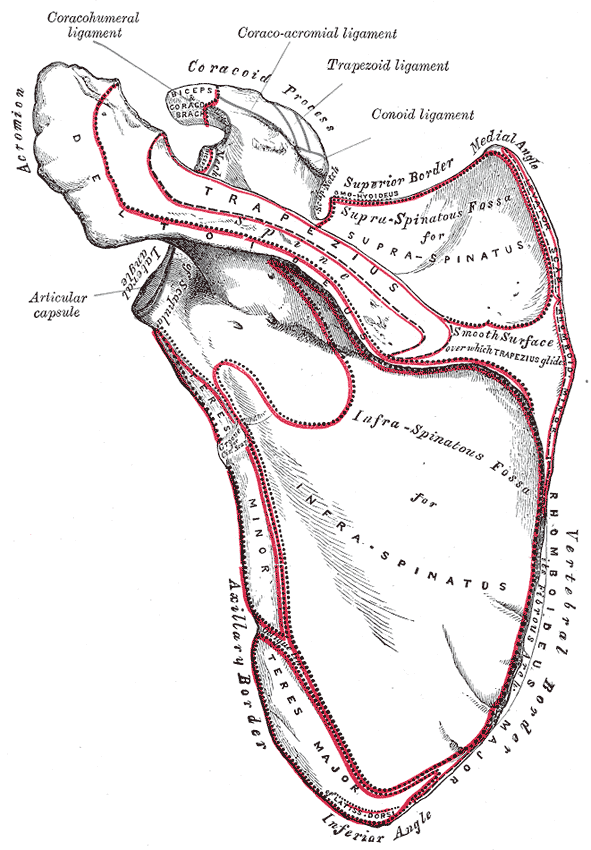
Scapola sinistra. Superficie dorsale.
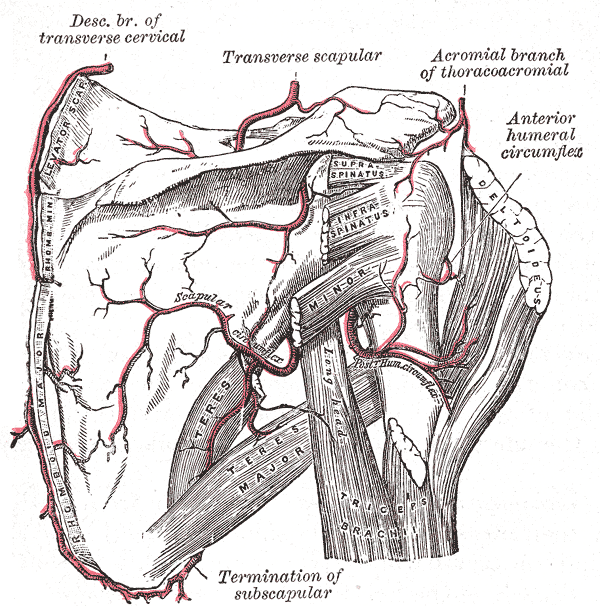
Le arterie della scapola.